# Lamon (Venetien)

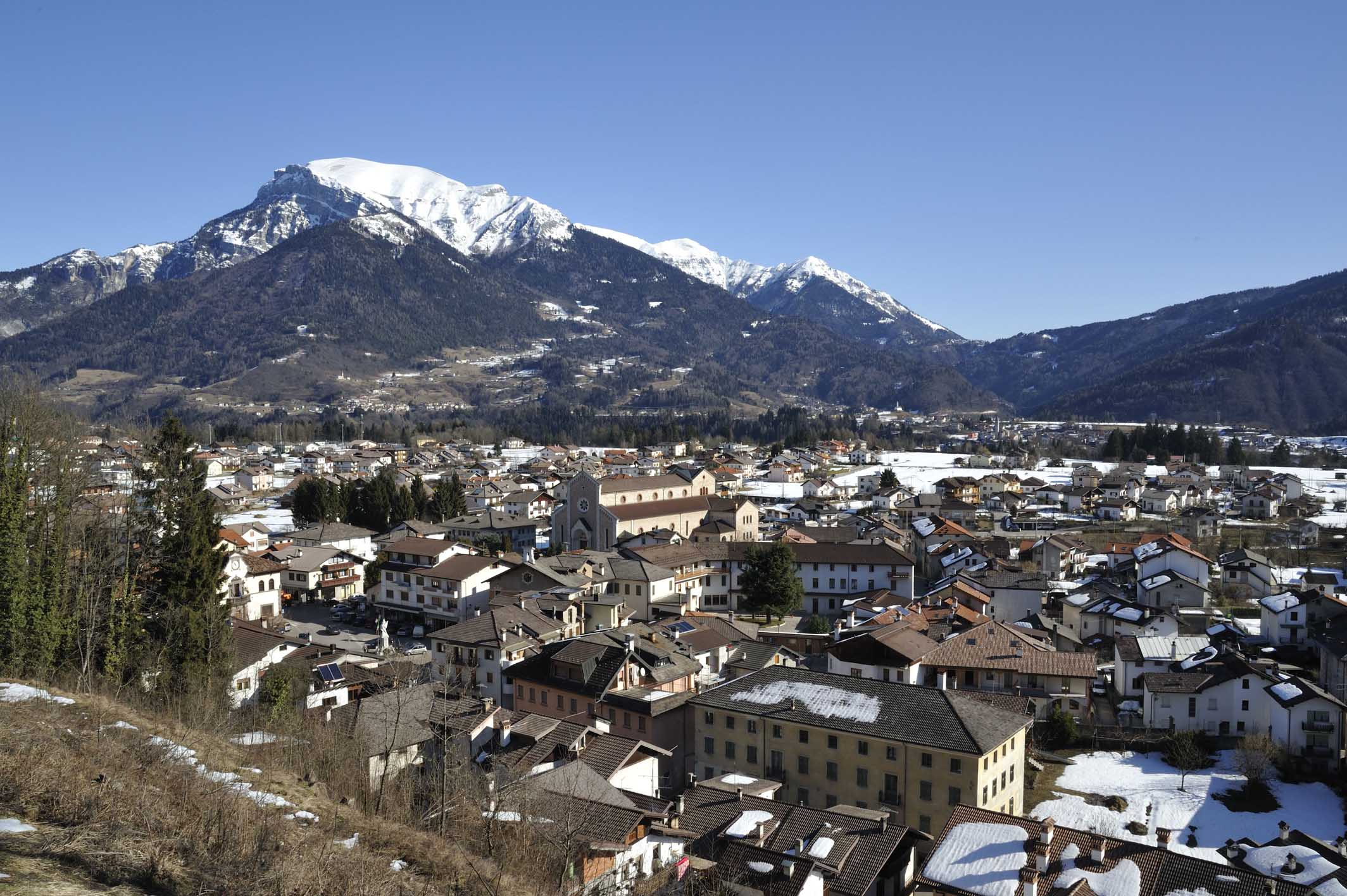
Lamon in Venetien

Lamon ist eine nordostitalienische Gemeinde (comune) mit 2605 Einwohnern (Stand 31. Dezember 2023) in der Provinz Belluno in Venetien. Die Gemeinde liegt etwa 51 Kilometer westsüdwestlich von Belluno und grenzt unmittelbar an die Provinz Trient.

## Geschichte
2005 kam es zu einem Volksbegehren, bei dem sich die Mehrheit der Bevölkerung von Lamon für die Loslösung von der Provinz Belluno und für die Aufnahme in die Region Trentino-Südtirol und damit zur Autonomen Provinz Trient aussprach. Das diesbezügliche Verfahren ist noch nicht beendet und wurde durch die betroffenen staatlichen Organe verschleppt. Der Wunsch nach einem Regionswechsel wird seit damals und den nachfolgenden gleichen Bestrebungen in Cortina d’Ampezzo, Colle Santa Lucia und Livinallongo del Col di Lana umgangssprachlich als „lamonizzare“ bezeichnet.

## Verkehr
Durch die Provinz führt die frühere Strada Statale 50 del Grappa e del Passo Rolle von Ponte nelle Alpi kommend nach Predazzo.

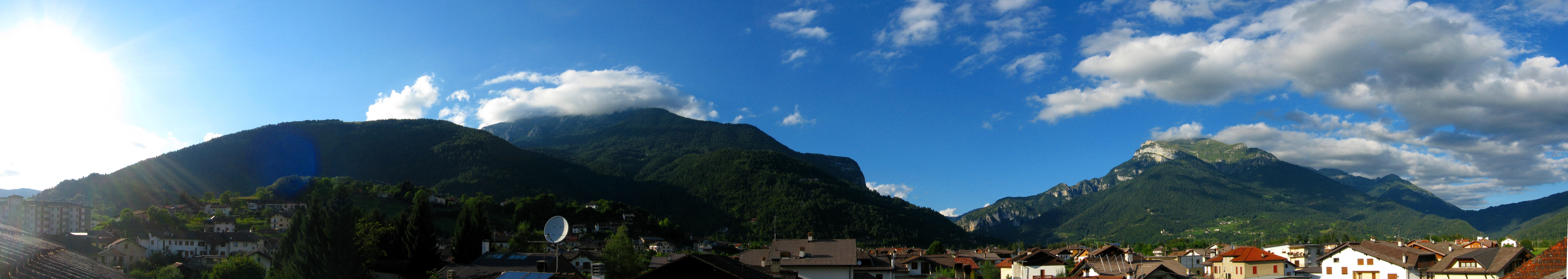
Panorama von Lamon